# Horizon Forbidden West
Horizon Forbidden West je akční videohra na hrdiny vytvořená společností Guerrilla Games a vydaná Sony Interactive Entertainment. Jedná se o přímé pokračování hry Horizon Zero Dawn z roku 2017 a taktéž jde o singleplayerovou hru s otevřeným světem zasazenou do postapokalyptických Spojených států, které se zotavují z dávného hromadného vymírání způsobeného rojem nekontrolovatelných robotů. Hráč může cestovat a plnit různé úkoly pomocí svých dovedností přežití, kontaktnímu boji a střelných zbraní ve světě plném mechanických stvoření a dalších přeživších.
Horizon Forbidden West bylo vydáno dne 18. února 2022 pro PlayStation 4 a PlayStation 5. Bylo chváleno za vizuální stránku, systém boje, výkony dabérů a technická vylepšení, zatímco příběh a design otevřeného světa obdržel smíšené recenze. Příběhové rozšíření zvané Burning Shores bylo vydáno 19. dubna 2023.

## Hratelnost
Horizon Forbidden West je akční videohra na hrdiny hraná z pohledu třetí osoby. Hráč se ujímá role Aloy, lovkyně, která žije ve světě obývaném nebezpečnými stroji připomínající zvířata. Na mapě zcela otevřeného světa prozkoumává území známé jako Zapovězený západ (v anglickém originále Forbidden West), postapokalyptickou verzi západu Spojených států, konkrétně státy Kalifornie, Nevada a Utah. Mapa je na rozdíl od předchozí hry větší a obsahuje známá místa, jako je například zdevastované San Francisco a Yosemitské údolí s různými biomy. Novinkou je pak průzkum pod vodou. Hra má dále vylepšený kontaktní boj, přepracovanou mechaniku lezení, vylepšené možnosti průchodu se systémem Valor Surge, šplhání po stěnách a nové nástroje jako padák, skener fokusu, potápěcí maska a příchytné lano. Struktura úkolů lépe podporuje jejich rozmanitost s přesvědčivým systémem odměn. Hra celkově zlepšila animaci a animované sekvence.
Hra se převážně soustředí na kontaktní souboje s agresivními stroji a různými lidskými nepřáteli. Aloy používá celou řadu nástrojů a stealth k útoku na nepřátele, stejně tak několik nových druhů zbraní, jako je například Shredder, vrhací disk, který lze hodit a odpálit, či berserkské šípy, které donutí stroje na sebe vzájemně útočit. Novinkou jsou také stroje Apex, což jsou silnější a rychlejší verze klasických strojů, které nelze ovládnout.

## Příběh

### Zasazení
Horizon Forbidden West pokračuje v příběhu Aloy, mladé lovkyně z kmene Nora a klonu dávné Dr. Elisabet Sobeckové, která se po boku svých společníků vydá do tajemné země známé jako Zapovězený západ (v anglickém originále Forbidden West), aby zde našla způsob, jak zachránit umírající svět. Na své cestě přes toto nezmapované území, které se rozkládá na západě Spojených států se Aloy setkává s novými oblastmi zpustošenými masivními bouřemi a doposud neviděnými smrtícími stroji, a pouští se do křížku s místním kmenem nomádských nájezdníků, kteří zkrotili stroje k válečným účelům. Objevuje zde širokou škálu prostředí a různých ekosystémů, včetně bujných údolí, vyprahlých pouští, zasněžených hor, tropických pláží, zdevastovaných měst a podvodních lokací.

### Děj
Šest měsíců po událostech předchozí hry se Aloy bezvýsledně snaží nalézt funkční zálohu GAIY, jelikož terraformace Země nebyla zcela dokončena a biosféra začíná nezastavitelně umírat. Nadějné vodítko ji přivede do dávného zařízení Far Zenithu, organizace miliardářů, kteří se v 21. století snažili zkonstruovat mezihvězdnou kosmickou loď a ukrást kopii GAIY. Jejich krádež však nevyšla, tudíž Aloy odejde s nepořízenou. Je si vědoma, že pokud neuspěje, svět čeká nevyhnutelný zánik. Ve snaze vypátrat Sylense, který by mohl pomoci, se víceméně náhodou dopídí faktu, že HÁDES ve skutečnosti nebyl zničen, ale odeslán k Sylensovi, který jej uvěznil a vyslýchal. Tehdy se Sylens konečně ozve a pošle Aloy souřadnice vedoucí do oblasti známé jako Zapovězený západ, kde by se konečně mohla dočkat odpovědí.
Aloy se společně s dobrým přítelem Varlem vydá na západ, jenž je zmítán občanskou válkou mezi náčelníkem Hekarrem a vůdkyní rebelů Regallou, která usiluje o vládu nad kmenem Tenakth. Souřadnice dovedou Aloy do zařízení, kde nalezne těžce poškozeného HÁDA, jehož po krátkém rozhovoru definitivně vymaže. Vzápětí se prostřednictvím hologramu ozve Sylens a navede Aloy k dochovaným dvěma zálohám GAIY, bohužel bez nainstalovaných podsystémů. I tak je to úspěch a jednu z kopií obnoví, záhy však do zařízení vejde uskupení futuristických lidí s nesmírně vyspělou technologií, která je činí prakticky nezranitelnými. Jmenovitě to jsou vůdce Gerard Bieri, poručice Tilda van der Meer, vymahač Erik Visser a k překvapení Aloy další klon Dr. Sobeckové, Beta. Ukořistí druhou zálohu GAIY a napadnou Aloy, která stěží uprchne a upadne do bezvědomí.
Později se Aloy probudí v osadě kmene Utaru, kam ji odnesl Varl. Jedna z Utarů, Zo, ji dovede do posvátné jeskyně, kde se nachází dávné řídící středisko. Zde se Aloy podaří spojit GAIU s jedním z jejích podsystémů, MINERVOU. GAIA následně lokalizuje ostatní podsystémy, AITHÉRA, DEMETER a POSEIDONA, a vysvětlí, aby se prozatím nepokoušeli nalézt HEFAISTA, jelikož je příliš vyspělý a samotná GAIA by jej nedokázala ovládnout. Vzápětí upozorní na fakt, že onen tajemný přenos dat, který před lety osvobodil HÁDA a ostatní podsystémy a učinil z nich vysoce chaotické umělé inteligence pochází z hvězdného systému Sirius. Tato soustava byla konečnou destinací mezihvězdné lodi Far Zenithu; Aloy dojde, že za tím nepochybně stojí Gerard a jeho družina. Později se jí podaří vypátrat uprchlou Betu, která její domněnky potvrdí: jedná se o členy Far Zenithu, kteří kdysi opustili Zemi při jejím zániku a pomocí vyspělé technologie zastavili proces stárnutí. Poté, co jejich mimozemskou kolonii zničila jakási katastrofa, se vrátili na Zemi ve snaze ukořistit GAIU a obnovit svůj domov; přístup do zařízení Zero Dawn jim měla zaručit Beta. Ačkoliv se jim už podařilo získat EILEITHYI a ARTEMIDU a disponují vlastní verzí APOLLÓNA, Betě se podařilo ukrást jejich zálohu GAIY.
Aloy pomůže Hekarrovi obrátit postup války v jeho prospěch, nalezne AITHÉRA a záhy i POSEIDONA v troskách Las Vegas. Při cestě do bývalé Kalifornie se setká s Queny, vyspělým národem ze zámoří, který se podobně jako Aloy snaží zabránit konci světa. Jedna z nich, Alva, pomůže Aloy získat DEMETER výměnou za data, která by jim mohla pomoci. Díky tomu je GAIA už dostatečně silná, aby se úspěšně spojila s HEFAISTEM. Aloy se tedy vydá získat nejvyšší prověrku v krytu Teda Faro v troskách San Francisca, kde nalezne zmutovaného Teda a je nucena jej zabít. Díky prověrce vzápětí zahájí spojení GAIY s HEFAISTEM, což zároveň vyprovokuje Far Zenith k útoku. Erik zabije Varla a zajme Betu, zatímco Gerard ukradne GAIU. Tilda je však zradí a pomůže Aloy uprchnout. Vysvětlí, že kdysi měla románek s Dr. Sobeckovou a dodnes lituje, že ji opustila; je to právě Aloy, kvůli níž se rozhodla zradit své druhy. Dále vysvětlí, že Sylens podporuje tenakthské rebely ve snaze provést převrat a vyslat celý kmen na sebevražedný útok proti Zenithům. Tilda s plánem souhlasí, ale Aloy se rozhodne převrat překazit. Osobně porazí Regallu a zabrání tak atentátu na Hekarra.
Zatímco Aloy a její přátelé zaútočí na základnu Far Zenithu, Beta vypustí HEFAISTA do zenithské sítě, což mu umožní vyrábět válečné stroje likvidující zenithskou obranu. Sylens vzápětí deaktivuje osobní štíty všech Zenithů, díky čemuž Aloy a Zo zabijí Erika a Tilda zabije Gerarda. Aloy s Betou vzápětí zjistí, že zenithskou kolonii ve skutečnosti zničila Nemesis, zlovolná umělá inteligence, která vznikla při neúspěšném experimentu digitalizace lidské mysli. Zenithové před Nemesis uprchli na Zemi s úmyslem ukrást GAIU a kolonizovat novou planetu, ovšem Nemesis ve snaze je zastavit vyslala onen tajemný signál, který osvobodil HÁDA a téměř vyhladil pozemský život. V současné době se blíží k Zemi s úmyslem ji zlikvidovat. Tilda se pokusí přinutit Aloy, aby společně odletěli pryč, ale Aloy odmítne a je donucena Tildu zabít. Sylens záhy odhalí, že HÁDES mu o Nemesis řekl a celou dobu plánoval opustit Zemi, ale rozhodne se zůstat a pomoci v nadcházejícím boji. Na závěr Aloy a Beta reaktivují GAIU, zatímco ostatní rozšíří varování o blížící se Nemesis.

## Vývoj
Horizon Forbidden West je přímé pokračování hry Horizon Zero Dawn z roku 2017. Hru vytvořila společnost Guerrilla Games a vydala Sony Interactive Entertainment pro PlayStation 4 a PlayStation 5. Režisérem se stal Mathijs de Jonge a scenáristou Ben McCaw. Joris de Man, kapela The Flight (členové Joe Henson a Alexis Smith), Niels van de Leest a Oleksa Lozowchuk složili soundtrack. Ashly Burch, Lance Reddick a John Hopkins si zopakovali své role dabérů Aloy, Sylense a Erenda. Novými přírůstky jsou Angela Bassett a Carrie-Anne Moss, které dabují Regallu a Tildu. Pomocí technologie motion capture zahrála herečka Peggy Vrijens pohyby Aloy.
Zvýšený výpočetní výkon konzole PlayStation 5, vlastní úložiště SSD, engine Tempest a ovladač DualSense s pokročilou haptickou zpětnou vazbou poskytuje hře 3D prostorový zvuk, vylepšené osvětlení a vizuální efekty, speciální vykreslování vody a zkrácenou dobu načítání. Tato verze má volitelný „režim výkonu“ při 60 snímcích za sekundu s nižším základním rozlišením a aktualizovanou verzi enginu Decima podporující vysoký dynamický rozsah.

## Vydání
Horizon Forbidden West bylo oznámeno při oficiálním zveřejnění PlayStation 5 v červnu 2020 s plánovaným vydáním na rok 2021. 27. května 2021 během akce State of Play odhalila Guerrilla Games čtrnáctiminutové gameplay demo ze hry. V červnu 2021 řekl šéf PlayStation Studios Hermen Hulst, že jsou na dobré cestě k vydání hry koncem roku 2021, ale její vývoj byl částečně ovlivněn pandemií covidu-19, protože měli problém získat přístup k vylepšení výkonu a talentu. Dne 25. srpna 2021 bylo oznámeno, že vydání bylo odloženo na 18. února 2022. Výroba fyzických kopií hry začala dle Guerrilla Games dne 27. ledna 2022 s tím, že další vývoj bude poskytován prostřednictvím softwarových aktualizací.
Verze pro PlayStation 4 může být zdarma upgradována na verzi pro PlayStation 5. Verze pro PlayStation 4 je na dvou blu-ray discích o velikosti 97GB a verze pro PlayStation 5 je na jednom Ultra HD blu-ray disku o velikosti 98GB.
Dne 5. srpna 2020 byla vydána společností Titan Comics série komiksů zasazených po událostech první hry. 3. června 2021 zveřejnila Guerrilla Games extended play zvaný The Isle of Spires a složený ze čtyř audionahrávek. 16. února 2022 vydal argentinský zpěvák Nathy Peluso singl zvaný Emergencia, který je přímo inspirovaný hrou. V hudebním videu se Peluso ujal role Aloy.
Na festivalu The Game Awards bylo roku 2022 oznámeno příběhové rozšíření s názvem Horizon Forbidden West: Burning Shores. Vydáno bylo o rok později 19. dubna 2023 pouze pro PlayStation 5.

## Přijetí
Horizon Forbidden West si vysloužil „obecně příznivé“ recenze podle agregátoru recenzí Metacritic, konkrétně 88 bodů ze 100. V recenzi publikované ve Wired, Swapna Krishna chválila Horizon Forbidden West jako úspěšnou hru s otevřeným světem a jako ovladatelnou alternativu k méně shovívavé hratelnosti Zaklínače 3. Ve smíšené recenzi pro The Telegraph však Dan Silver charakterizoval otevřený svět a rozsah hry jako „pohlcující“.
V samostatné recenzi publikované organizací NPR, Krishna hru příznivě přirovnala k prvnímu dílu se slovy, že „pokračuje v úspěších svého předchůdce, zatímco se v každém ohledu snaží zlepšit“. Jason Schreier v recenzi pro Bloomberg tento názor zopakoval a napsal: „Mantra pro vývoj Horizon Forbidden West se zdá být: udělat všechno větší, lepší a krásnější.“
Někteří kritici zaznamenali chyby při spuštění, od menších nepříjemností až po zásadní problémy, které vedly k pádům hry nebo ztrátám uložených pozic.

### Prodeje
Ve Spojeném království byl Horizon Forbidden West digitálně nejprodávanější hrou během týdne vydání. Nejméně 49 % všech prodejů ve Spojeném království bylo uskutečněno digitálně. Nicméně při vydání Elden Ring poklesly prodeje téměř o 80 %.